# Gouvernement Płock
Het Gouvernement Płock (Russisch: Плоцкая губерния) (Pools: Gubernia Płocka) was een gouvernement (goebernija) van Congres-Polen. De hoofdstad was Płock.
Het gouvernement Płock ontstond uit het Woiwodschap Płock. Het gouvernement had dezelfde grenzen en dezelfde hoofdstad als het woiwodschap. In 1867 werd het gebied van het Gouvernement Augustów en het gouvernement Płock verdeeld in een kleiner gouvernement Płock, het gouvernement Suwałki en het nieuwe gouvernement Łomża. In  1917 werd het gouvernement Płock onderdeel van het Regentschapskoninkrijk Polen.